# Disques Solutions
Disques Solutions est une maison de disques créée par Robert Charlebois en 1973. Elle a produit seule jusqu'en 1991, année de son acquisition par GSI Musique. En 1990, Robert Charlebois fait produire l'album À cause de lui de Pier Béland.